# Етеон
Етеон је у грчкој митологији био предак становника Беотије.

## Митологија
Његов син је био Елеон, Дејмахов отац. У Беотији је град Етеон о коме је писао Хомер у „Илијади“, добио назив по њему.